# Liquid Swords
Liquid Swords ist das zweite Soloalbum des US-amerikanischen Rappers GZA. Es erschien am 7. November 1995 über das Label Geffen Records. In Deutschland erfolgte die Veröffentlichung am 14. November 1995.

## Titelliste
1. Liquid Swords
2. Duel Of The Iron Mic (feat. Masta Killa, Dreddy Kruger, Inspectah Deck und Ol’ Dirty Bastard)
3. Living In The World Today
4. Gold
5. Cold World (feat. Inspectah Deck)
6. Labels
7. 4th Chamber (feat. RZA, Ghostface Killah und Killah Priest)
8. Shadowboxin (feat. Method Man)
9. Hell’s Wind Staff/Killah Hills 10304
10. Investigative Reports (feat. Chef Raekwon, Ghostface Killah und U-God)
11. Swordsman (feat. Killah Priest)
12. I Gotcha Back
13. Basic Instructions Before Leaving Earth (feat. Killah Priest)

## Kritiken
Die E-Zine Laut.de bewertete Liquid Swords im Rahmen ihrer Rubrik „Meilensteine“ mit fünf von möglichen fünf Punkten. Aus Sicht des Redakteurs Stefan Johannesberg verschwimmen auf dem Album die „Grenzen zwischen Film und Musik.“ Während der Hörer eben „noch der Geschichte vom Kampf des Samurai gegen die bösen Ninjas“ lausche, köpfe Sekunden später „GZA aka The Genius verbal alle Fake-Emcees.“ Für das erste Lied sampele sich RZA „durch Sounds von 60er Soul-Produzent Willie Mitchell“ und verdichte die „Loops […] so extrem, dass der Sound düster wummert und poltert.“ Im Anschluss an die „Nackenbrecher“ Living In The World Today und Gold folgen vier zeitlose „Hip Hop-Klassiker“, die wie kein anderes „Quartett an Killer-Tracks im Rap“ „so dicht und stimmig hintereinander Eingeweide und Zellen zersetzen.“ Das Lied Labels sei ein „Paradebeispiel für die durchdacht gesetzten Silben“ GZAs. Nach zwölf Stücken, in denen „GZA die Wu-Welt schwarz gemalt“ habe, führe der Rapper den Hörer mit Basic Instructions Before Leaving Earth „ans (Tages-)Licht.“

## Kommerzieller Erfolg

### Chartplatzierungen
Liquid Swords erreichte Platz 9 der Billboard 200. Es konnte sich 24 Wochen in den US-amerikanischen Album-Charts halten.
| ChartsChartplatzierungen       | Höchstplatzierung | Wochen |
| ------------------------------ | ----------------- | ------ |
| Vereinigte Staaten (Billboard) | 9 (24 Wo.)        | 24     |
| Vereinigtes Königreich (OCC)   | 73 (1 Wo.)        | 1      |

### Auszeichnungen für Musikverkäufe
| Land/Region                  | Auszeichnungen für Musikverkäufe (Land/Region, Auszeichnung, Verkäufe) | Verkäufe  |
| ---------------------------- | ---------------------------------------------------------------------- | --------- |
| Vereinigte Staaten (RIAA)    | Platin                                                                 | 1.000.000 |
| Vereinigtes Königreich (BPI) | Gold                                                                   | 100.000   |
| Insgesamt                    | 1× Gold · 1× Platin ·                                                  | 1.100.000 |